# SN 2010X
SN 2010X – supernowa typu Ic odkryta 7 lutego 2010 roku w galaktyce NGC 1573A. W momencie odkrycia miała maksymalną jasność 16,70m.